# Doraemon: Nobita no getsumen tansa-ki
Série
Doraemon: Nobita no takarajima
(2018) Doraemon: Nobita no shin kyōryū
(2020)
Pour plus de détails, voir Fiche technique et Distribution.
Doraemon: Nobita no getsumen tansa-ki (映画ドラえもん のび太の月面探査記, littéralement « Doraemon : L'Exploration de la surface lunaire de Nobita ») est un film d'animation japonais réalisé par Shinnosuke Yakuwa, sorti le 1er mars 2019 au Japon.

## Fiche technique
- Titre : Doraemon: Nobita no getsumen tansa-ki
- Titre original : ドラえもん のび太の月面探査記
- Réalisation : Shinnosuke Yakuwa
- Scénario : Mizuki Tsujimura d'après le manga de Fujiko F. Fujio
- Musique : Takayuki Hattori
- Photographie : Lee Mo-gae
- Montage : Nam Na-young
- Société de production : Asatsu-DK, Fujiko Productions, Shin-Ei Animation, Shōgakukan-Shueisha Productions et TV Asahi
- Pays :  Japon
- Genre : Animation, comédie et science-fiction
- Durée : 111 minutes
- Dates de sortie : 
  - Japon : 1er mars 2019

## Distribution
- Wasabi Mizuta : Doraemon
- Megumi Ōhara (en) : Nobita
- Yumi Kakazu : Shizuka
- Tomokazu Seki : Suneo
- Subaru Kimura (en) : Gian

## Adaptation
Un jeu vidéo Nintendo Switch basé sur le film sort au Japon le 28 février 2019.